# 伊阿居格人
伊阿居格人是古代萨尔马提亚人的一个部落，公元前200年左右从中亚来到今乌克兰，前44年进入今匈牙利和塞尔维亚多瑙河和蒂萨河间的地区，开始了半定居的生活方式。早期，古罗马人将其作为缓冲国，伊阿居格人参与了达契亚战争